# Sudan na Letnich Igrzyskach Olimpijskich 2000
Sudan na Letnich Igrzyskach Olimpijskich 2000 reprezentowało 3 zawodników, 2 mężczyzn i 1  kobieta.

## Skład kadry

### Lekkoatletyka
Mężczyźni
- Mohamed Yagoub

bieg na 800 m (nie wystartował)
bieg na 1500 m (odpadł w półfinale)
Kobiety
- Awmima Mohamed

bieg na 400 m (odpadła w 1 rundzie eliminacji)

### Pływanie
Mężczyźni
- Mohamed Abdul Hamid

50 m stylem dowolnym (odpadł w eliminacjach)